# Literaturjahr 1518
Liste der Literaturjahre

◄◄ | ◄ | 1514 | 1515 | 1516 | 1517 | Literaturjahr 1518 | 1519 | 1520 | 1521 | 1522 | ► | ►►

Weitere Ereignisse
Dieser Artikel behandelt das Literaturjahr 1518.

## Ereignisse
- Hermann von Neuenahr (1492–1530) wird von Hermann von dem Busche als poeta laureatus bezeichnet.

### Prosa
- Erasmus von Rotterdam verfasst Colloquia familiaria (Gespräche im vertrauten Familienkreis).

### Drama

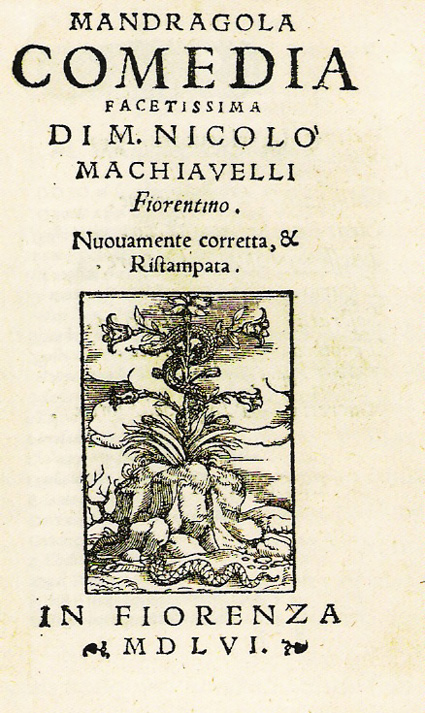
Mandragola, Titelblatt

- verm. Januar/Februar: Niccolò Machiavelli verfasst die Komödie Mandragola, die als eine der bedeutendsten Komödien der Renaissance gilt. Das Werk wird wahrscheinlich im September anlässlich der Rückkehr Lorenzo de’ Medicis und seiner Ehefrau Madeleine de la Tour d’Auvergnes, die zuvor in Frankreich geheiratet haben, in Florenz uraufgeführt.

- In Venedig erscheint die Editio princeps, die erste Druckausgabe der erhaltenen sieben Tragödien des Aischylos.

### Wissenschaft und Theologie
- 28. August: Philipp Melanchthon hält nach seinem Ruf an die Universität Wittenberg auf den Lehrstuhl für Griechische Sprache seine viel beachtete Antrittsvorlesung De corrigendis adolescentiae studiis in der Schlosskirche Wittenberg, die seine über 40 Jahre dauernde Lehrtätigkeit und nicht zuletzt seinen Beitrag zum Erfolg der Reformation begründet.
- Martin Luther verfasst Sermo de triplici iustitia (Sermon über die dreifache Gerechtigkeit). In Ein Sermon von Ablass und Gnade bedient er sich erstmals der Volkssprache, um größere Bevölkerungsschichten zu erreichen.

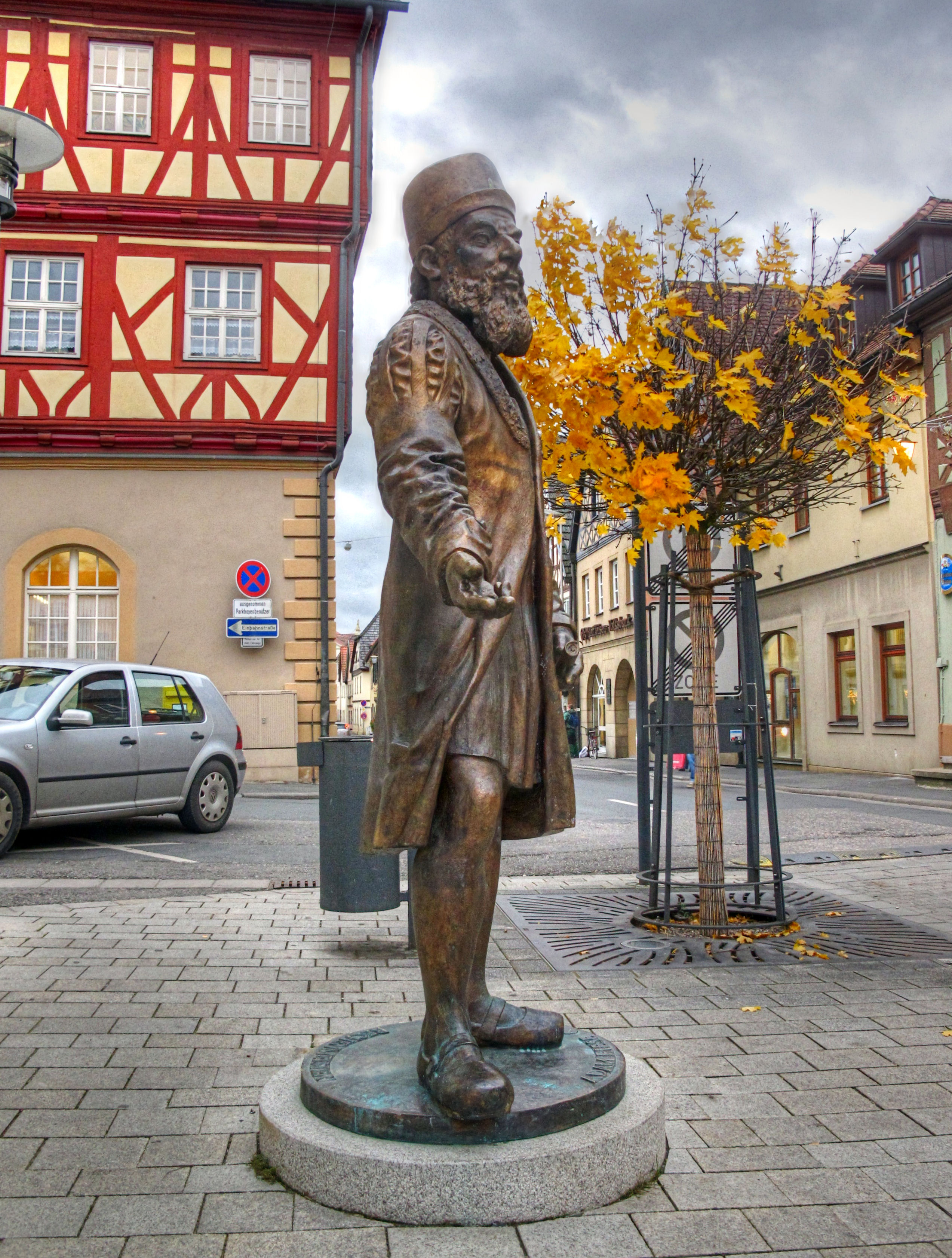
Adam Ries, Bronzeplastik in Staffelstein

- Der deutsche Rechenmeister Adam Ries verfasst das für Kinder konzipierte Werk Rechnung auff der linihen, das erste von mehreren Rechenbüchern in deutscher Sprache. Dadurch erreicht er nicht nur einen größeren Leserkreis als bisherige Werke in lateinischer Sprache, sondern trägt auch zur Vereinheitlichung des Deutschen bei. Das in Indien erfundene abstrakte schriftliche Rechnen ist zu dieser Zeit in Europa noch ungebräuchlich.

## Geboren
- 3. Januar: Hermann von Weinsberg, Kölner Ratsherr und Schriftsteller († 1597)
- 8. August: Conrad Lycosthenes, deutscher Humanist und Enzyklopädist († 1561)
- 19. August: Kaspar Brusch, deutscher Humanist, katholischer Theologe, Historiker und Dichter († 1559)

## Gestorben

### Todesdatum gesichert
- 2. Februar: Christoph Beyer, deutscher Chronist (* 1458)
- 31. März: Heinrich Bebel, deutscher Dichter des Humanismus (* 1472)

### Genaues Todesdatum unbekannt
- Kabir, indischer Mystiker, Philosoph und Dichter (* 1440)
- Pellegrino Prisciani, italienischer Humanist, Universitätslehrer, Geschichtsschreiber, Antiquar und Astrologe (* 1435)